# Muscicapa randi
El papamoscas de Rand (Muscicapa randi) es una especie de ave paseriforme de la familia Muscicapidae endémica de Filipinas.

## Distribución y hábitat
Se encuentra únicamente en el norte y noreste del archipiélago filipino. Su hábitat natural son los bosques húmedos tropicales. Está amenazado por la pérdida de hábitat.